# Твінаксіальний кабель
Твінаксіальний кабель (з англ. Twinaxial cable, TWC, твінаксіальний кабель) розроблений спеціально для застосування в мережах Gigabit Ethernet і являє собою два високоякісних коаксіальних кабелі в загальній оболонці. Хвильовий опір кабелю 2х75 Ом.

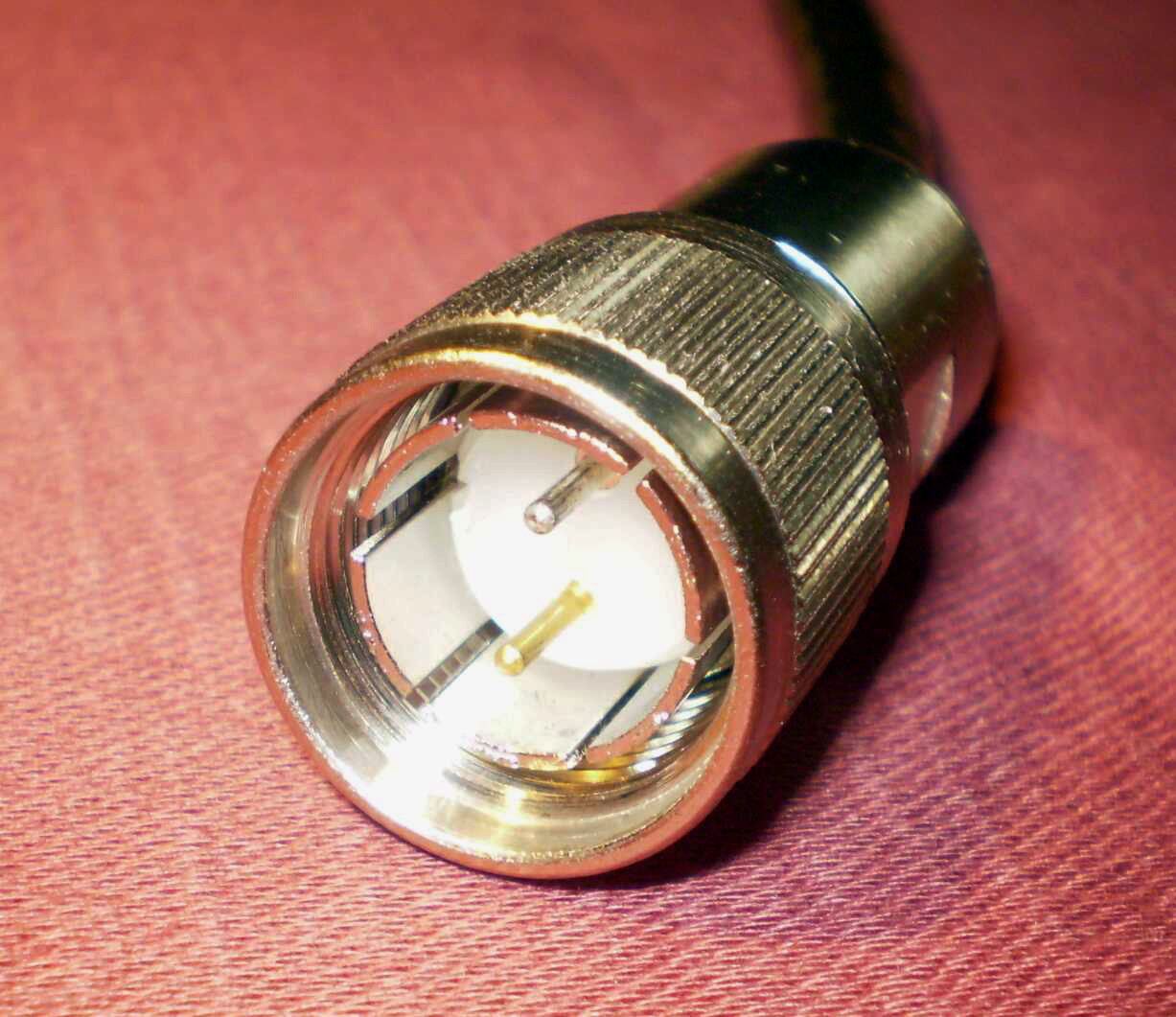
Роз'єм твінаксіального кабелю

Два провідника твінаксіального кабелю дозволяють організувати напівдуплексний режим передачі; для повнодуплексної роботи необхідно використовувати два кабелі. Останнім часом з'явився так званий Quard-кабель, що містить 4 коаксіальних провідника і використовуваний для організації повнодуплексного режиму роботи в мережах Gigabit Ethernet.
За характеристиками Quard-кабель близький до UTP cat.5 і має близький до нього зовнішній діаметр і гнучкість.
| Характеристики кабелю | Характеристики кабелю | Характеристики кабелю | Характеристики кабелю |
| --------------------- | --------------------- | --------------------- | --------------------- |
| Хвильовий опір        | Ом                    | 78                    | 78                    |
| Зовнішній діаметр     | дюйми                 | 0.242                 | 0.129                 |
| Діаметр провідника    | дюйми                 | 0.037                 | 0.024                 |
| Номінальна ємність    | pf/ft                 | 19.7                  | 24.0                  |
| Затухання на 100 MHz  | dB/100 ft             | 0.6                   | 1.4                   |
| Зовнішня оболонка     |                       | PVC                   | Teflon                |
| Ізоляція              |                       | PVC                   | Teflon                |

## Огляд твінаксіальної технології
Твінаксіальна технологія, або скорочено твінакс, — це технологія, яка використовує два внутрішні провідники для забезпечення кращої диференціальної сигналізації та меншої затримки. Вона відрізняється від звичайних коаксіальних кабелів, які мають лише один провідник, тим, що парні провідники використовуються в твінаксіальних кабелях для передачі рівних, але протилежних сигналів. Таке розташування покращує цілісність сигналу, запобігаючи електромагнітним перешкодам (EMI) та перехресним перешкодам, що робить їх більш придатними для високошвидкісної передачі даних, ніж будь-який інший тип кабелю. Твінаксі розроблені з додатковими шарами ізоляції та екранування, що підвищує їх міцність та надійність, особливо коли вони піддаються суворим умовам, таким як ті, що зустрічаються в корпоративних мережах та центрах обробки даних.

## Порівняння кабелю Twinax з волоконно-оптичними кабелями
Під час порівняння твінаксіальних (твінакс) кабелів та волоконно-оптичних кабелів необхідно враховувати ряд технічних параметрів як показники придатності для конкретного застосування.
Швидкість передачі даних:
Кабелі Twinax: Як правило, короткі відстані до 7 метрів забезпечують швидкість до 25 Гбіт/с.
Волоконно-оптичні кабелі: На великих відстанях вони можуть підтримувати набагато вищу швидкість передачі даних, наприклад, від 100 Гбіт/с до кількох Тбіт/с, без значної деградації.
Відстань:
Кабелі Twinax: Вони призначені для зв'язку на коротких відстанях, тобто менше семи метрів.
Волоконно-оптичні кабелі: Одномодові волокна можуть передавати сигнали на сотні кілометрів з найменшими втратами, що робить їх придатними для передачі на великі відстані.
Цілісність та затримка сигналу:
Кабелі Twinax: Вони виготовлені з міді, що забезпечує їм низьку затримку; отже, вони мають менше шансів погіршити свої сигнали на коротких відстанях.
Волоконно-оптичні кабелі: Великі відстані, як правило, вносять більше шуму в сигнал, що впливає на його цілісність; це не так з волоконно-оптичними кабелями, оскільки електромагнітні перешкоди для них мінімальні через їхню затримку та властивості цілісності сигналу, які виникають через низький рівень електромагнітних перешкод на більших відстанях.
Електромагнітні перешкоди (EMI):
Кабелі Twinax: Вони захищені від EMI кількома шарами екранування, що їх оточують.
Волоконно-оптичні кабелі: Оскільки вони передають дані за допомогою світла, а не електрики, волоконна оптика залишається повністю стійкою до всіх форм або типів EMI, що робить її ідеальною, особливо там, де існує висока схильність до таких перешкод, як у межах певної області, так і вздовж певних маршрутів.
Вартість:
Кабелі Twinax: За використаними матеріалами та процедурами встановлення, кабелі Twinax, як правило, дешевші за волоконну оптику, переважно для застосувань на короткі відстані.
Волоконно-оптичні кабелі: Коли справа доходить до розгортання на великі відстані, ці кабелі можуть бути дорожчими за свої аналоги через складність їх встановлення, а також тому, що їхня природа вимагає дорогих матеріалів, таких як волокна тощо.
Приклад застосування:
Кабелі Twinax: У центрах обробки даних твінаксіальні кабелі часто використовуються для з'єднання дуже близьких або сусідніх серверів, таких як ті, що знаходяться в стійці, з комутаторами та іншим обладнанням, розташованим поблизу.
Оптоволоконні кабелі: У ситуаціях, коли потрібно створити магістральні мережі, забезпечити високошвидкісне підключення до Інтернету або коли є попит на передачу даних на великі відстані, оптоволоконний кабель стає найбільш бажаним вибором.
Тому залежить від того, чи потрібна вища швидкість на коротких відстанях (twinax), чи нижча швидкість на великих відстанях без значних втрат сигналу (оптично-волокно). 

## Типи роз'ємів Twinax
Різні застосування вимагають різних типів роз'ємів Twinax, кожен з яких має характеристики, що найкраще підходять для конкретного використання.
Роз'єми SFP+ (Small Form-factor Pluggable Plus):
Роз'єми SFP+ - це компактні приймачі-передавачі з можливістю гарячого підключення в телекомунікаційних та комунікаційних системах. Вони можуть працювати зі швидкістю 10 Гбіт/с, що робить їх придатними для високошвидкісних з'єднань у центрах обробки даних.

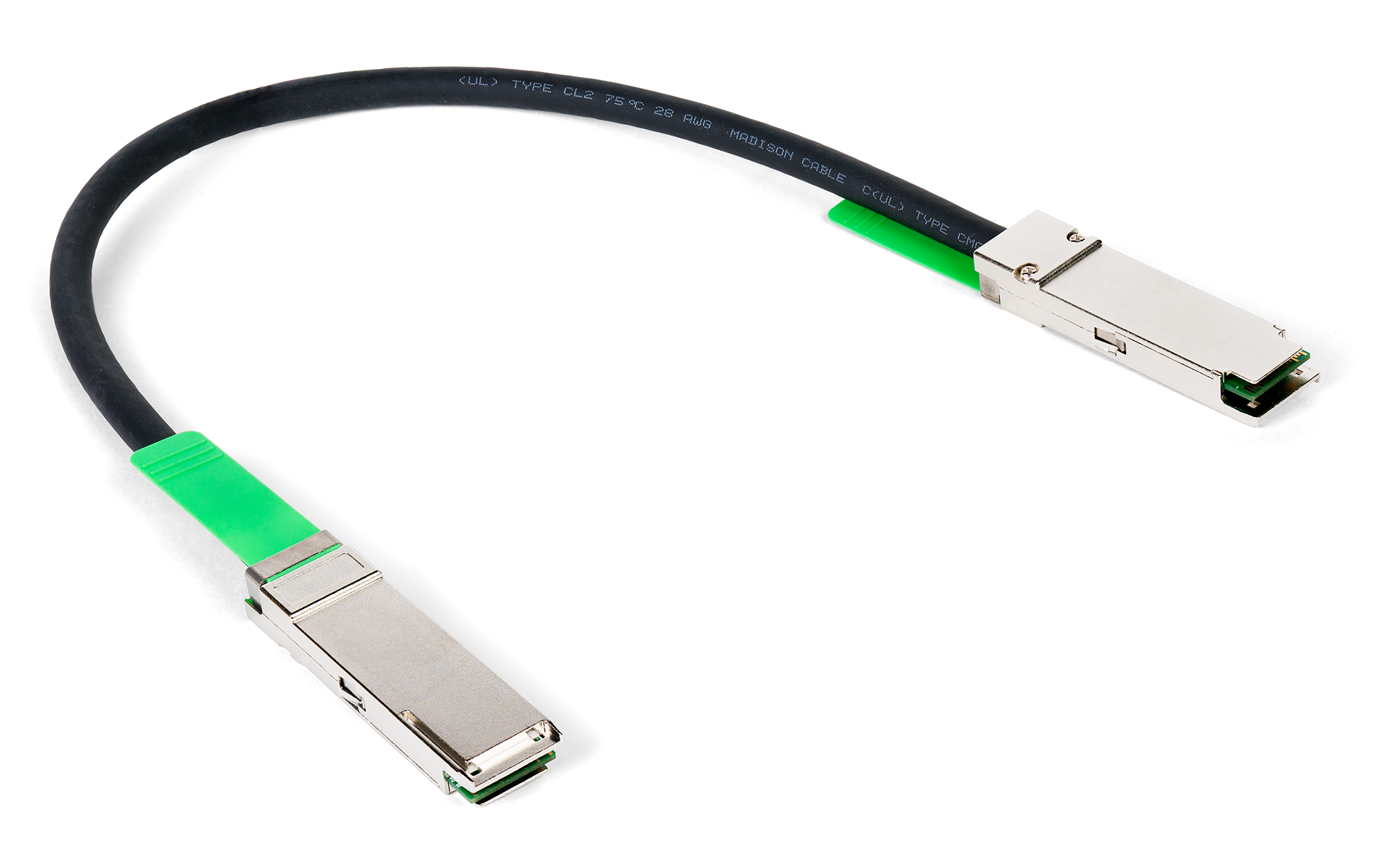
40Gb QSFP+ copper twinax cable

Роз'єми QSFP+ (Quad Small Form-factor Pluggable Plus): 
Ці роз'єми підтримують вищу швидкість передачі даних до 40 Гбіт/с. Ця функція дозволяє об'єднувати кілька каналів SFP+ зі швидкістю 10 Гбіт/с в один канал зі швидкістю 40 Гбіт/с, забезпечуючи тим самим економічно ефективне збільшення пропускної здатності без складного кабельного прокладання.
З'єднувачі CXP:
З'єднувачі CXP призначені для застосувань з високою щільністю та високою пропускною здатністю, де вони можуть досягати швидкості передачі даних до 100 Гбіт/с. Зазвичай вони зустрічаються у великомасштабних обчислювальних середовищах та центрах обробки даних, яким потрібні ефективні, масштабовані мережеві рішення для успішної роботи. 
Кожен з цих роз'ємів Twinax оптимізовано для забезпечення максимальної продуктивності з урахуванням конкретних вимог мережевого середовища. Для реалізації ефективного підключення важливо вибрати відповідний роз'єм Twinax на основі бажаної швидкості передачі даних, типу застосування та архітектури мережі, серед інших факторів.

## Робота твінаксіального кабелю
Розуміння передачі даних у твінаксіальному кабелі
Твінаксні кабелі (також звані твінаксіальними кабелями) працюють, коли два провідники обгорнуті діелектричним матеріалом та екрановані зовнішнім провідним шаром. Таке розташування забезпечує диференціальну передачу сигналів, де кожен провідник несе однакову кількість заряду, але з протилежними знаками. Це запобігає електромагнітним перешкодам (EMI) та зберігає цілісність сигналу на коротких відстанях. Крім того, твінаксні конструкції забезпечують високу швидкість передачі в поєднанні з низькою затримкою, що робить їх корисними для надійного зв'язку в центрах обробки даних або високопродуктивних обчислювальних середовищах, де стабільність має найбільше значення. Ці кабелі працюють краще, ніж їхні аналоги, оскільки вони мають два дроти, а це означає, що вони можуть споживати менше енергії, забезпечуючи при цьому надійність.
Роль провідників у твінаксному кабелі
Провідники є важливими в твінаксному кабелі. Вони служать для передачі електричних сигналів з мінімальними спотвореннями або втратами. Як правило, ці провідники виготовляються з міді, найкращого матеріалу для цієї мети; вони допомагають підтримувати цілісність сигналу та забезпечують передачу даних без значного ослаблення. Якісна конструкція провідника необхідна для досягнення високих частот та надійної швидкості передачі даних – такі фактори включають, серед іншого, точність пар провідників та чистоту міді. Провідники повинні бути належним чином спроектовані, якщо ми хочемо, щоб кабелі Twinax витримували високошвидкісні мережеві середовища; цього можна досягти, забезпечивши ефективність диференціальної сигналізації, що значно зменшує електромагнітні перешкоди (ЕМП) та перехресні перешкоди.

## Застосовування кабелі Twinax

#### Використання кабелю Twinax у з'єднаннях Ethernet

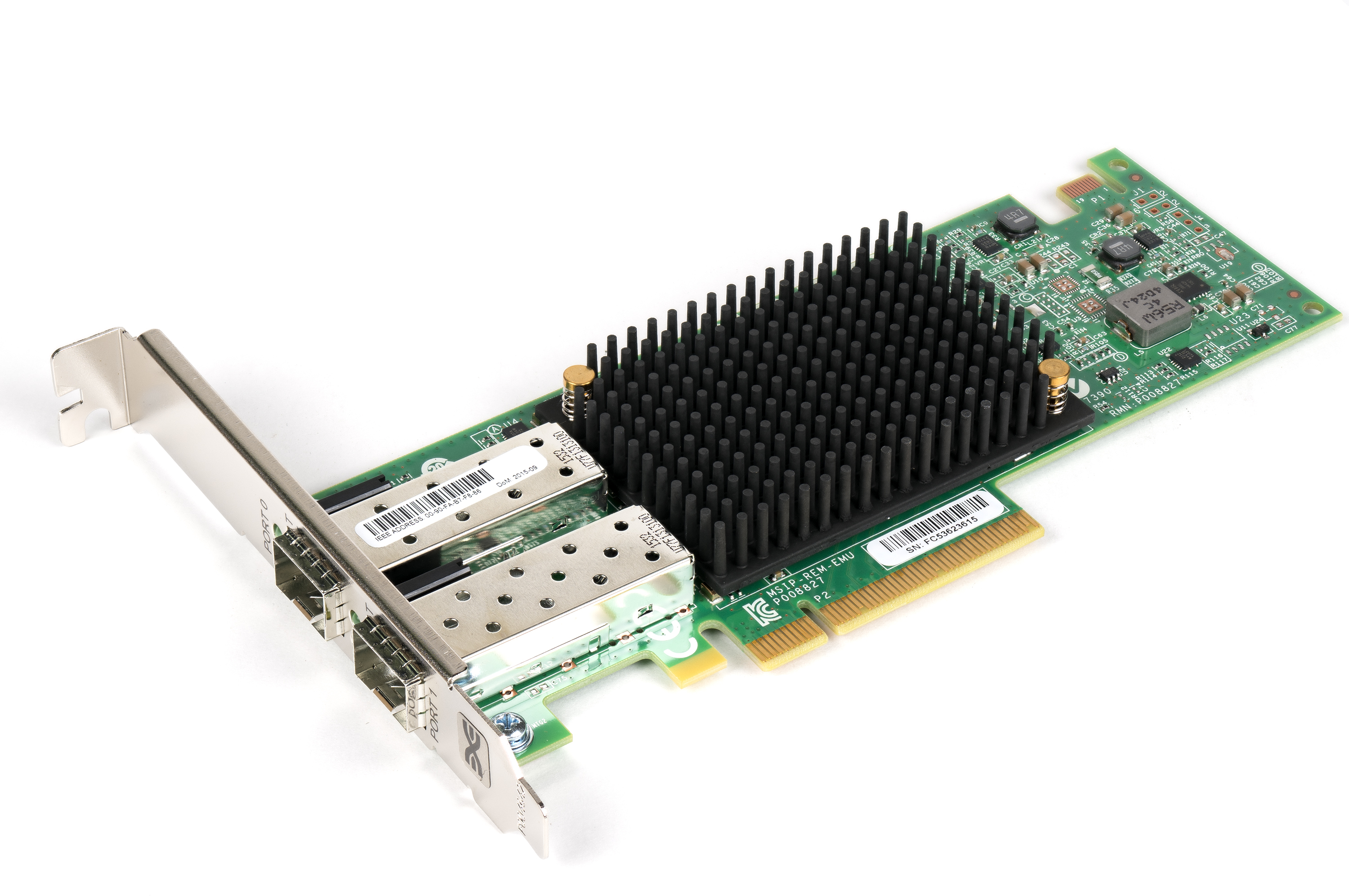
Emulex OCe14102-NX, двох портова 10 Gigabit Ethernet NIC, PCIe 3.0 x8 card. два SFP+ підключення.

Твінаксіальний кабель, який часто використовується для з'єднань Ethernet, має кілька переваг порівняно з традиційними кабелями Ethernet, особливо у високошвидкісних мережевих середовищах. Провідні джерела повідомляють, що вони в основному використовуються в центрах обробки даних, де необхідно підключати мережеве обладнання, таке як комутатори та сервери, оскільки воно може підтримувати високошвидкісну передачу даних з низькою затримкою. Кабелі Twinax в основному використовуються для коротких відстаней до 7 м, оскільки вони мають кращу цілісність сигналу, ніж більш подовжені мідні або оптоволоконні варіанти, споживаючи при цьому менше енергії. Ці дроти необхідні для стандартів Ethernet 10GBASE-CX4, 40GBASE-CR4 та 100GBASE-CR10 для ефективної та надійної роботи мережі в сучасній інфраструктурі передачі даних. Вони розроблені достатньо міцними, щоб добре працювати на вищих частотах, що дозволяє збільшити швидкість обміну інформацією (що робить їх менш сприйнятливими до електромагнітних перешкод) та гарантує стабільні з'єднання в густонаселених мережевих конфігураціях з обмеженим простором (завдяки зниженому електромагнітному заваді). 

#### Розгортання кабельних збірок Twinax у центрах обробки даних
Розгортання кабельних збірок Twinax у центрах обробки даних є важливим для максимізації ефективності та надійності у швидких мережевих системах. Вони переважні, оскільки мають низьку затримку та споживають менше енергії; отже, вони ідеально підходять для з'єднання систем зберігання даних, серверів та високопродуктивних обчислювальних кластерів, серед іншого. Вони також підтримують високочастотні швидкості передачі даних з потужним екрануванням від електромагнітних перешкод (EMI) та перехресних перешкод, забезпечуючи стабільну передачу інформації. Двовісні кабелі найкраще працюють у конфігураціях мережі на вершині стійки (ToR) або в кінці ряду (EoR), де може знадобитися робота з багатьма близько розташованими з'єднаннями на високих швидкостях. Крім того, їхня гнучкість у дизайні та простота встановлення спрощують кабельну інфраструктуру в центрі обробки даних, що призводить до покращення повітряного потоку та управління охолодженням у серверних стійках.

## Переваги кабелю Twinax

#### Економічно ефективні рішення з кабелем Twinax
Кабелі Twinax можуть економічно ефективно вирішувати сучасні мережеві проблеми. По-перше, вони знайшли дешевше для оптичних волокон, але все ще передають дані з високою швидкістю, наприклад, між серверами та комутаторами в центрах обробки даних, де відстань невелика. По-друге, з точки зору споживання енергії, використання цього типу кабелю замість оптичних приймачів може призвести до зниження витрат, що сприяє ефективності використання енергії. Крім того, їхня довговічність зменшує потреби в обслуговуванні, тим самим подовжуючи термін їх обслуговування та зрештою знижуючи загальні витрати з часом. Разом з іншими заощадженнями, такими як ці, стає зрозуміло, що кабелі twinx пропонують багато економічних варіантів для високопродуктивних центрів обробки даних.

#### Високошвидкісна та надійна передача даних twinax
Кабелі Twinax найкраще підходять для швидкої та точної передачі інформації. Ось чому вони ідеально підходять для центрів обробки даних, які потребують високої продуктивності та якомога меншої затримки. Вони можуть підтримувати швидкість передачі даних до 40 гігабіт на секунду або навіть 100 гігабіт на секунду на коротких відстанях, забезпечуючи таким чином швидкий та ефективний зв’язок пристроїв. Твінаксні кабелі були створені з урахуванням міцності, щоб зменшити втрати сигналу, які призводять до поганого з'єднання між пристроями; також, твінакси не сильно потребують від електромагнітних перешкод (EMI); отже, це робить їх надійнішими, ніж будь-який інший тип кабелю. без цього, вони мають низький рівень перехресних перешкод, що покращує якість передачі, особливо при використанні в шумному середовищі, де одночасно використовується багато інших проводів. Усі ці характеристики разом створюють твінаксний кабель, ідеальний для місця, де людям найбільше потрібно надійне високошвидкісне підключення до Інтернету!

#### Порівняння твінаксного кабелю з коаксіальним кабелем
Коли йдеться про твінаксний кабель та коаксіальний кабель, слід позначити кілька ключових моментів. По-перше, твінаксні кабелі використовують для високошвидкісної передачі даних на короткій відстані, як-от у центрах обробки даних, зі швидкістю до 100 Гбіт/с. Коаксіальні кабелі, з іншого боку, краще підходять для застосування на більшій відстані, таких як кабельний інтернет або телевізійна передача, де типові нижчі швидкості передачі даних. Твінаксні кабелі також мають відмінну стійкість до електромагнітних перешкод (EMI) і перехресних перешкод, що сприяє підвищенню стабільності та надійності з'єднання. Хоча коаксіальні кабелі екранують від електромагнітних перешкод, вони мають менше втрати сигналу та завантаження на великих відстанях, ніж твінакс-кабелі. Крім того, твінакс-кабелі потребують менше обслуговування та можуть служити більше, що робить їх більш економічно ефективними для середовищ, що потребують високої продуктивності без значної затримки з часом.

## Вибір твінаксіального кабелю
Фактори сумісності з Cisco та іншими пристроями, що вимагають цього
Вибираючи твінаксний кабель для Cisco та інших пристроїв, слід враховувати деякі основні міркування сумісності:
Тип роз'єму: Твінаксний кабель повинен бути оснащений відповідними роз'ємами (наприклад, SFP+, QSFP+), які добре працюють з вашими пристроями Cisco або будь-яким іншим мережевим обладнанням.
Швидкість потоку даних: Переконайтеся, що кабель підтримує необхідну швидкість передачі даних для вашого застосування, наприклад, 10 Гбіт/с, 40 Гбіт/с або навіть вище, щоб відповідати можливостям пристрою.
Довжина кабелю: Зверніть увагу на максимальну довжину, що підтримується цим типом, без шкоди для його продуктивності, оскільки він в основному з'єднує короткі відстані в центрах обробки даних.
Екранування та стійкість до електромагнітних перешкод: Вибирайте кабелі з міцним екрануванням від електромагнітних перешкод (EMI) – вони необхідні для належної підтримки цілісності сигналу в густонаселених електронних середовищах, де надійна передача даних є критично важливою.
Сертифікація та відповідність стандартам: Вибирайте кабелі, що відповідають галузевим стандартам та сертифіковані для використання з обладнанням Cisco, оскільки це гарантує кращу продуктивність та рівень сумісності.
Ці фактори разом гарантують, що будь-який обраний твінаксний кабель забезпечить швидке підключення без збоїв, а також чудово працюватиме з іншими мережами поряд з Cisco.

Вибір відповідного твінаксного кабелю для інтеграції в стійку
Щоб забезпечити найкращу продуктивність та сумісність під час вибору твінаксного кабелю для інтеграції в стійку, слід враховувати такі моменти:
Вимоги до пропускної здатності: Визначте, яка пропускна здатність потрібна вашій стійці. Зазвичай це робиться шляхом оцінки пропускної здатності даних, яку потребує кожен підключений пристрій; отже, це може означати, що високоякісні твінаксні кабелі необхідні там, де є програми, що працюють з дуже великими обсягами даних.
Довговічність та гнучкість: Вибирайте ті типи твінаксних кабелів, які можуть витримувати багаторазове згинання навколо кутів протягом тривалого часу без розриву. Більшість стійок мають обмежений простір, тому шнури повинні бути прокладені через них дуже щільно, щоб вони не змішувалися з іншими проводами або навіть не пошкоджувалися важким обладнанням.
Теплові та екологічні фактори: Враховуйте рівень нагрівання всередині вашої стійки, а потім виберіть моделі кабелів, придатні для використання в таких умовах. Твінаксні різновиди, які розсіюють більше тепла, ніж інші, все ще можуть підтримувати хорошу продуктивність та служити довше.
Цілісність роз'ємів: Роз'єми, що використовуються з цими кабелями, повинні бути високої якості, щоб вони створювали надійні з'єднання, які не можна було б легко від'єднати в одному налаштуванні.
Економічна ефективність: Врахуйте, скільки грошей потрібно витратити залежно від бажаного рівня якості певного продукту (кабелю). Завжди слід пам'ятати, що хоча дорогі товари, як правило, пропонують кращі послуги, має бути певний баланс між економічною ефективністю та необхідними функціями.
Якщо ви розглянете ці фактори, це допоможе вам вибрати відповідний двоосьовий аксіальний кабель для інтеграції у ваші стійки, що забезпечить ефективне функціонування різних компонентів в інфраструктурі центру обробки даних.

## Примітка
1. 1 2 3 4 5 6 7 8 9 10 11 12 13 14  Reeves, Jason (11 червня 2024). The Ultimate Guide to Twinaxial Cables: Everything You Need to Know About Twinax Cable. fibermall.com (амер.). Процитовано 12 серпня 2025.